# Köhlen
Köhlen is een dorp en voormalige gemeente in de Duitse deelstaat Nedersaksen. Het dorp is deel van de gemeente Geestland. De oude gemeente was tot de opheffing per 2015 onderdeel van de Samtgemeinde Bederkesa in het Landkreis Cuxhaven.
Zie verder onder Geestland .

## Geboren
- Ina Müller (1965), zangeres, cabaretière en talkshowhost

- Gemeinsame Normdatei: 16095795-3
- MusicBrainz: fe044cf5-b41c-4edf-9cd3-2bbbf9cbc980
- Virtual International Authority File: 164680018